# Dirades pendula
Dirades pendula är en fjärilsart som beskrevs av W. Warren 1899. Dirades pendula ingår i släktet Dirades och familjen Uraniidae. Inga underarter finns listade i Catalogue of Life.